# Формалізм Джонса
Формалізм Джонса — математичний апарат для аналізу поляризації світлової хвилі, в якому поляризація задається так званими векторами Джонса, а лінійні оптичні елементи — матрицями Джонса. Формалізм запропонував 1941 року Роберт Кларк Джонс. Формалізм Джонса застосовний для повністю поляризованого світла, для неполяризованого або частково поляризованого світла потрібно використовувати формалізм Мюллера.

## Вектор Джонса
Вектор Джонса описує поляризацію світла в пустоті або іншому однорідному ізотропному середовищі за відсутності поглинання, там де світло можна описати поперечною електромагнітною хвилею. Нехай монохроматична плоска хвиля поширюється в позитивному напрямку вздовж осі z і має циклічну частоту ω та хвильовий вектор k = (0,0,k), де хвильове число k = ω/c. Тоді електричне та магнітне поля E та H ортогональні до k в кожній точці; тобто лежать у площині, поперечній відносно напрямку руху. Більш того, H визначається з E поворотом на 90 градусів та множенням на певний коефіцієнт, що залежить від системи одиниць та хвильового імпедансу середовища. Тому при вивченні поляризації достатньо зосередитися на E. Комплексна амплітуда E записується
{\displaystyle {\begin{pmatrix}E_{x}(t)\\E_{y}(t)\\0\end{pmatrix}}={\begin{pmatrix}E_{0x}e^{i(kz-\omega t+\phi _{x})}\\E_{0y}e^{i(kz-\omega t+\phi _{y})}\\0\end{pmatrix}}={\begin{pmatrix}E_{0x}e^{i\phi _{x}}\\E_{0y}e^{i\phi _{y}}\\0\end{pmatrix}}e^{i(kz-\omega t)}}.
Фізичне значення E визначається дійсною частиною цього вектора, а комплексний множник описує фазу хвилі.
Тоді вектор Джонса визначається як:
{\displaystyle {\begin{pmatrix}E_{0x}e^{i\phi _{x}}\\E_{0y}e^{i\phi _{y}}\end{pmatrix}}\;.}
Отже вектор Джонса зберігає інформацію про амплітуду та фазу x та y компонент поля.
Сума квадратів абсолютних значень двох компонент вектора Джонса пропорційна інтенсивності світла. Зазвичай її нормують на одиницю в тій точці, звідки починається розрахунок. Зазвичай, також, першу компоненту вектора Джонса покладають дійсним числом. Так відкидається інформація про спільну фазу, яка, втім, потрібна для розрахунку інтерференції з іншими пучками.
Вектори та матриці Джонса означені так, що фаза хвилі задається {\displaystyle \phi =kz-\omega t}. При такому означенні збільшення {\displaystyle \phi _{x}} (або {\displaystyle \phi _{y}}) відповідає відставання за фазою, а зменшення — опередженню. Наприклад, компонента вектора Джонса {\displaystyle i} ({\displaystyle =e^{i\pi /2}}) вказує на відставання на {\displaystyle \pi /2} (або 90 градусів) у порівнянні з 1. Застосовуються й інша конвенція ({\displaystyle \phi =\omega t-kz}), що вимагає уважності читача.
Наступна таблиця наводить 6 популярних прикладів вектора Джонса
| Поляризація світла                                                               | Вектор Джонса                                                             | Типове кет-позначення                                                        |
| Лінійно поляризоване по x звична назва — горизонтальна                           | {\displaystyle {\begin{pmatrix}1\\0\end{pmatrix}}}                        | {\displaystyle \|H\rangle }                                                  |
| Лінійно поляризоване по y звична назва — вертикальна                             | {\displaystyle {\begin{pmatrix}0\\1\end{pmatrix}}}                        | {\displaystyle \|V\rangle }                                                  |
| Лінійно поляризоване під кутом 45° до осі x звична назва — діагональна L+45      | {\displaystyle {\frac {1}{\sqrt {2}}}{\begin{pmatrix}1\\1\end{pmatrix}}}  | {\displaystyle \|D\rangle ={\frac {1}{\sqrt {2}}}(\|H\rangle +\|V\rangle )}  |
| Лінійно поляризоване під кутом −45° до осі x звична назва — антидіагональна L-45 | {\displaystyle {\frac {1}{\sqrt {2}}}{\begin{pmatrix}1\\-1\end{pmatrix}}} | {\displaystyle \|A\rangle ={\frac {1}{\sqrt {2}}}(\|H\rangle -\|V\rangle )}  |
| Кругова поляризація проти годинникової стрілки звична назва — RCP або RHCP       | {\displaystyle {\frac {1}{\sqrt {2}}}{\begin{pmatrix}1\\-i\end{pmatrix}}} | {\displaystyle \|R\rangle ={\frac {1}{\sqrt {2}}}(\|H\rangle -i\|V\rangle )} |
| Кругова поляризація за годинниковою стрілкою звична назва — LCP або LHCP         | {\displaystyle {\frac {1}{\sqrt {2}}}{\begin{pmatrix}1\\+i\end{pmatrix}}} | {\displaystyle \|L\rangle ={\frac {1}{\sqrt {2}}}(\|H\rangle +i\|V\rangle )} |

Загалом будь-який вектор можна записати в кет-нотації як {\displaystyle |\psi \rangle }. Застосовуючи сферу Пуанкаре (відому також як сфера Блоха), базові кет вектори ({\displaystyle |0\rangle } та {\displaystyle |1\rangle }) повинні позначати протилежні кет-вектори з перерахованих пар. Наприклад, можна позначити {\displaystyle |0\rangle } = {\displaystyle |H\rangle } та {\displaystyle |1\rangle } = {\displaystyle |V\rangle }. Вибір тут довільний. Протилежні пари:
- {\displaystyle |H\rangle } та {\displaystyle |V\rangle }
- {\displaystyle |D\rangle } та {\displaystyle |A\rangle }
- {\displaystyle |R\rangle } та {\displaystyle |L\rangle }

Будь-яку поляризацію, що не збігається з {\displaystyle |R\rangle } або {\displaystyle |L\rangle } і не належить колу, що проходить через {\displaystyle |H\rangle ,|D\rangle ,|V\rangle ,|A\rangle }, називають еліптичною.

## Матриці Джонса
Матрицями Джонса називають оператори, що діють на вектори Джонса. Їх визначають для різних оптичних елементів: лінз, дільників пучків, дзеркал тощо. Кожна матриця є проєкцією на одновимірний комплексний простір векторів Джонса. В наступній таблиці наведено приклади матриць Джонса для поляризаторів:
| Оптичний елемент                                                          | Матриця Джонса                                                               |
| Лінійний поляризатор з горизонтальною віссю пропускання                   | {\displaystyle {\begin{pmatrix}1&0\\0&0\end{pmatrix}}}                       |
| Лінійний поляризатор з вертикальною віссю пропускання                     | {\displaystyle {\begin{pmatrix}0&0\\0&1\end{pmatrix}}}                       |
| Лінійний поляризатор з віссю пропускання під кутом ±45° до горизонтальної | {\displaystyle {\frac {1}{2}}{\begin{pmatrix}1&\pm 1\\\pm 1&1\end{pmatrix}}} |
| Правозакручений круговий поляризатор                                      | {\displaystyle {\frac {1}{2}}{\begin{pmatrix}1&i\\-i&1\end{pmatrix}}}        |
| Лівозакручений круговий поляризатор                                       | {\displaystyle {\frac {1}{2}}{\begin{pmatrix}1&-i\\i&1\end{pmatrix}}}        |

## Маніпулювання фазою
Фазові перетворювачі вносять зміну в різницю фаз між вертикальною та горизонтальною поляризаціями, управляючи так поляризацією пучка. Зазвичай їх виготовляють з одновісних кристалів із подвійним променезаломленням, таких як кальцит, MgF2 або кварц. Одновісні кристали мають одну з кристалічних осей, відмінну від двох інших (тобто, ni ≠ nj = nk). Цю вісь називають незвичайною або оптичною. Оптична вісь може бути швидкою або повільною, залежно від кристалу. Світло поширюється з найвищою фазовою швидкість уздовж осі з найменшим показником заломлення, і цю вісь називають швидкою. Аналогічно, вісь із найбільшим показником заломлення називається повільною. «Негативні» одновісні кристали (наприклад, кальцит CaCO3, сапфір Al2O3) мають ne < no, тож для цих кристалів незвичайна (оптична) вісь є швидкою, тоді як «позитивні» одновісні кристали (наприклад, кварц SiO2, фторид магнію MgF2, рутил TiO2) мають ne > n o, і незвичайна вісь у них є повільною.
Перетворювач фази з швидкою віссю, що збігається з осями x або y, має нульові недіагональні члени, а тому його можна відобразити матрицею
{\displaystyle {\begin{pmatrix}e^{i\phi _{x}}&0\\0&e^{i\phi _{y}}\end{pmatrix}}}
де {\displaystyle \phi _{x}} та {\displaystyle \phi _{y}} — фази електричного поля в напрямках {\displaystyle x} та {\displaystyle y}, відповідно. У цій конвенції {\displaystyle \phi =kz-\omega t} задає відносну фазу між двома хвилями як {\displaystyle \epsilon =\phi _{y}-\phi _{x}}. Тоді додатне значення {\displaystyle \epsilon } (тобто {\displaystyle \phi _{y}} > {\displaystyle \phi _{x}}) означає, що {\displaystyle E_{y}} не матиме те ж значення, що {\displaystyle E_{x}} ще деякий час, тобто {\displaystyle E_{x}} веде {\displaystyle E_{y}}. Аналогічно, якщо {\displaystyle \epsilon <0}, то {\displaystyle E_{y}} веде {\displaystyle E_{x}}. Наприклад, якщо швидка вісь чвертьхвильової пластинки горизонтальна, фазова швидкість горизонтальної поляризації буде опереджати фазову швидкість вертикальної поляризації, тобто {\displaystyle E_{x}} веде {\displaystyle E_{y}}. Тож {\displaystyle \phi _{x}<\phi _{y}}, що для чвертьхвильової пластинки дає {\displaystyle \phi _{y}=\phi _{x}+\pi /2}.
Альтернативна конвенція для фази: {\displaystyle \phi =\omega t-kz}, визначає відносну фазу як {\displaystyle \epsilon =\phi _{x}-\phi _{y}}. Тоді {\displaystyle \epsilon >0} означає, що {\displaystyle E_{y}} ще деякий час не матиме того ж значення, що {\displaystyle E_{x}}, тобто {\displaystyle E_{x}} опереджає {\displaystyle E_{y}}.
| Елемент                                                                                           | Матриця Джонса |
| ------------------------------------------------------------------------------------------------- | --- |
| чвертьхвильова пластинка з вертикальною швидкою віссю                                             | {\displaystyle e^{i\pi /4}{\begin{pmatrix}1&0\\0&-i\end{pmatrix}}} |
| чвертьхвильова пластинка з горизонтальною швидкою віссю                                           | {\displaystyle e^{i\pi /4}{\begin{pmatrix}1&0\\0&i\end{pmatrix}}} |
| чвертьхвильова пластинка зі швидкою віссю під кутом {\displaystyle \theta } до горизонтальної осі | {\displaystyle e^{-i\pi /4}{\begin{pmatrix}\cos ^{2}\theta +i\sin ^{2}\theta &(1-i)\sin \theta \cos \theta \\(1-i)\sin \theta \cos \theta &\sin ^{2}\theta +i\cos ^{2}\theta \end{pmatrix}}} |
| чвертьхвильова пластинка зі швидкою віссю під кутом {\displaystyle \theta } до горизонтальної осі | {\displaystyle e^{-i\pi /2}{\begin{pmatrix}\cos 2\theta &\sin 2\theta \\\sin 2\theta &-\cos 2\theta \end{pmatrix}}} |
| Довільний матеріал з подвійним заломленням (як фазовий перетворювач)                              | {\displaystyle {\begin{pmatrix}e^{i\eta /2}\cos ^{2}\theta +e^{-i\eta /2}\sin ^{2}\theta &(e^{i\eta /2}-e^{-i\eta /2})e^{-i\phi }\cos \theta \sin \theta \\(e^{i\eta /2}-e^{-i\eta /2})e^{i\phi }\cos \theta \sin \theta &e^{i\eta /2}\sin ^{2}\theta +e^{-i\eta /2}\cos ^{2}\theta \end{pmatrix}}} |

## Виноски
1. 1 2 3 4 5 6 7  Fowles, G. (1989). Introduction to Modern Optics (вид. 2nd). Dover. с. 35.
2. 1 2 3  Hecht, E. (2001). Optics (вид. 4th). с. 378. ISBN 0805385665.
3. ↑  Gerald, A.; Burch, J.M. (1975). Introduction to Matrix Methods in Optics (вид. 1st). John Wiley & Sons. ISBN 0471296856.
4. ↑  Obtainment of the polarizing and retardation parameters of a non-depolarizing optical system from the polar decomposition of its Mueller matrix, Optik, Jose Jorge Gill and Eusebio Bernabeu,76, 67-71 (1987).